# Pedurungan Lor
Pedurungan Lor is een bestuurslaag in het regentschap Semarang van de provincie Midden-Java, Indonesië. Pedurungan Lor telt 8912 inwoners (volkstelling 2010).